# Фиџи на Светском првенству у атлетици у дворани
Фиџи је на до сада одржаних 18 Светских првенстава у дворани учествовали 3 пута. Дебитовали је на 12. Светском првенству 2008. у Валенсији и од тада учествовала је још два пута 2012. и 2018 године.
Фиџи су једна од малог броја ѕемаља, где су вечину учесника чиниле жене.
На светским првенствима у дворани Фиџи није освајао медаље, тако да се после Светског првенства 2018. на вечној табели освајача медаља налази  на 83. месту у групи земаља које нису освајале медаље. Исто тако атлетичари Фиđија никад нису били финалисти неке од дисциплина (првих 8 места), па никад нису били ни на табелама успешности појединих првенстава.
| Место | СП у дворани |   |   |   |   |
| =<83  | Фиџи         | 0 | 0 | 0 | 0 |

## Освајачи медаља на светским првенствима у атлетици у дворани
Нису освајане медаље.

## Учешће и освојене медаље Фиџија на светским првенствима у дворани
| Учешће и освојене медаље Фиџи на СП | Учешће и освојене медаље Фиџи на СП | Учешће и освојене медаље Фиџи на СП | Учешће и освојене медаље Фиџи на СП | Учешће и освојене медаље Фиџи на СП | Учешће и освојене медаље Фиџи на СП | Учешће и освојене медаље Фиџи на СП | Учешће и освојене медаље Фиџи на СП | Учешће и освојене медаље Фиџи на СП | Учешће и освојене медаље Фиџи на СП | Учешће и освојене медаље Фиџи на СП | Учешће и освојене медаље Фиџи на СП | Учешће и освојене медаље Фиџи на СП | Учешће и освојене медаље Фиџи на СП | Учешће и освојене медаље Фиџи на СП | Учешће и освојене медаље Фиџи на СП | Учешће и освојене медаље Фиџи на СП | Учешће и освојене медаље Фиџи на СП |
| СП                                  | Учесника                            | Муш.                                | Жене                                | дисц.                               |                                     |                                     |                                     |                                     | Пласман                             | 4.М                                 | 5.М                                 | 6.М                                 | 7.М                                 | 8.М                                 | УК фин.                             | Пл. ТУ                              | Детаљи                              |
| ----------------------------------- | ----------------------------------- | ----------------------------------- | ----------------------------------- | ----------------------------------- | ----------------------------------- | ----------------------------------- | ----------------------------------- | ----------------------------------- | ----------------------------------- | ----------------------------------- | ----------------------------------- | ----------------------------------- | ----------------------------------- | ----------------------------------- | ----------------------------------- | ----------------------------------- | ----------------------------------- |
| 1987.—2006.                         | Није учествовао'                    | Није учествовао'                    | Није учествовао'                    | Није учествовао'                    | Није учествовао'                    | Није учествовао'                    | Није учествовао'                    | Није учествовао'                    | Није учествовао'                    | Није учествовао'                    | Није учествовао'                    | Није учествовао'                    | Није учествовао'                    | Није учествовао'                    | Није учествовао'                    | Није учествовао'                    | Није учествовао'                    |
| 2008. Валенсија                     | 1                                   | 0                                   | 1                                   | 1                                   | 0                                   | 0                                   | 0                                   | 0                                   | -                                   | 0                                   | 0                                   | 0                                   | 0                                   | 0                                   | 0                                   | 0                                   | [ 1 ]                               |
| 2010. Доха                          | Није учествовао'                    | Није учествовао'                    | Није учествовао'                    | Није учествовао'                    | Није учествовао'                    | Није учествовао'                    | Није учествовао'                    | Није учествовао'                    | Није учествовао'                    | Није учествовао'                    | Није учествовао'                    | Није учествовао'                    | Није учествовао'                    | Није учествовао'                    | Није учествовао'                    | Није учествовао'                    | Није учествовао'                    |
| 2012. Истанбул                      | 2                                   | 1                                   | 1                                   | 2                                   | 0                                   | 0                                   | 0                                   | 0                                   | -                                   | 0                                   | 0                                   | 0                                   | 0                                   | 0                                   | 0                                   | 0                                   | [ 2 ]                               |
| 2016. Портланд                      | Није учествовао                     | Није учествовао                     | Није учествовао                     | Није учествовао                     | Није учествовао                     | Није учествовао                     | Није учествовао                     | Није учествовао                     | Није учествовао                     | Није учествовао                     | Није учествовао                     | Није учествовао                     | Није учествовао                     | Није учествовао                     | Није учествовао                     | Није учествовао                     | Није учествовао                     |
| 2018. Бирмингем                     | 1                                   | 0                                   | 1                                   | 1                                   | 0                                   | 0                                   | 0                                   | 0                                   | -                                   | 0                                   | 0                                   | 0                                   | 0                                   | 0                                   | 0                                   | 0                                   | [ 3 ]                               |
| Укупно (3)                          | 4                                   | 1                                   | 3                                   |                                     | 0                                   | 0                                   | 0                                   | 0                                   | -                                   | 0                                   | 0                                   | 0                                   | 0                                   | 0                                   | 0                                   | 0                                   |                                     |

## Преглед учешћа спортиста Фиџија и освојених медаља по дисциплинама на СП у дворани
Стање после СП 2018.
| Дисциплина | Период | Период   | Укупно | Мушки | Жене |   |   |   |   |
| Дисциплина | Прво   | Последње | Укупно | Мушки | Жене |   |   |   |   |
| ---------- | ------ | -------- | ------ | ----- | ---- | - | - | - | - |
| 60 м       | 2012   | 2012     | 1      | 1     | 0    | 0 | 0 | 0 | 0 |
| 400 м      | 2008   | 2018     | 3      | 0     | 3    | 0 | 0 | 0 | 0 |
| Укупно (2) |        |          | 4      | 1     | 3    | 0 | 0 | 0 | 0 |

## Национални рекорди постигнути на светским првенствима у дворани
| Дисцилина | Нови рекорд | Атлетича/ка       | Датум, Место        | Стари рекорд | Атлетича/ка | Датум, Место |
| --------- | ----------- | ----------------- | ------------------- | ------------ | ----------- | ------------ |
| 400 м Ж   | 54,02       | Макелеси Батимала | 7.3.2008. Валенсија |              |             |              |
| 60 м М    | 7,17        | Рој Равана        | 9.3.2012. Истанбул  |              |             |              |

## Занимљивости
- Најмлађи учесник — мушкараци: Рој Равена, 18 год и 333 дана (2012)
- Најмлађи учесник — жене:  —   Данијел Алакија, 15 год и 331 дан (2012)
- Најстарији учесник - мушкарци: Рој Равена, 18 год и 333 дана (2012)
- Најстарији учесник - жене:    — Макелеси Батимала, 30 год и 137 дана (2008)
- Највише учешћа: 4 х 1
- Прва медаља:  —
- Најмлађи освајач медаље — мушкарци:  —
- Најстарији освајач медаље — мушкарци:  —
- Најмлађи освајач медаље — жене: —
- Најстарији освајач медаље — жене: —
- Прва златна медаља: -
- Највише медаља:  —
- Најбољи пласман Фиџи по билансу медаља: —
- Најбољи пласман Фиџи на табела успешности:  —